# Zeugungsstreik
Zeugungsstreik ist ein politisches Schlagwort. Man versteht darunter eine Verweigerungshaltung von Männern, Kinder zu zeugen. Der Begriff ist insbesondere durch die deutsche Journalistin Meike Dinklage bekannt geworden.
Laut einer Studie von 2003 des Berliner Soziologen Christian Schmitt im Auftrag des Deutschen Institutes für Wirtschaftsforschung waren 2002 57,5 Prozent der Männer zwischen 30 und 34 Jahren kinderlos. Bei den Frauen dieser Altersgruppe lag die Quote mit 37,8 Prozent deutlich darunter.
Gemäß einer Repräsentativbefragung stieg die Zahl der Männer, die keine Kinder planen, von 34 % 2003 auf 43 % 2006. Bei Frauen stieg der Anteil im selben Zeitraum nur von 22 % auf 23 %. Horst W. Opaschowski, Professor für Erziehungswissenschaft an der Universität Hamburg, sieht einen der Gründe für die Zeugungsverweigerung der Männer darin, dass in der Diskussion über die Doppelbelastung der Frau in der Gesellschaft die Rolle des Mannes in Familie und Gesellschaft viel zu kurz komme.

## Ursachen
Ein Gutachten der Familienkommission des Bundesfamilienministeriums nennt Gründe wie lange Ausbildungszeiten und Unterhaltsregelungen wie Kindergeld und Bildungsförderungsmodelle wie Bafög. Darum seien junge Erwachsene in Deutschland deutlich länger abhängig als in anderen Teilen der Welt. Die spät eintretende Selbständigkeit trage mit dazu bei, dass Paare spät zueinander fänden. Zwar hätten junge Männer Beziehungen, die aber selten beständig seien. Eine feste Bindung mit Kinderwunsch entstehe folglich meist erst nach Mitte dreißig, die in Frage kommenden Partnerinnen seien meist im gleichen Alter. Männer schöben zudem den Kinderwunsch auf, um der Familie genug finanzielle Sicherheit bieten zu können. Schmitt nennt dieses Phänomen „male-breadwinner-Prinzip“ (Prinzip des männlichen Verdieners). Nach den von Schmitt ausgewerteten Daten des sozioökonomischen Panels waren im Jahr 2003 44,2 Prozent der Männer der Geburtskohorte 1961 bis 1970 und 52,3 Prozent der Geburtskohorte 1951 bis 1960 alleinlebend, bei den Frauen in den gleichen Alterskohorten nur 26,1 bzw. 27,2 Prozent. Beinahe die Hälfte der 33- bis 42-jährigen kinderlosen Männer waren ohne Partnerin. Die Frage, ob die betrachteten Kinderlosen eine dauerhafte Partnerschaft und Familiengründung aus Karrieregründen ablehnen, ob sie die Selbstverwirklichung über Partnerschaft und Kinderwunsch stellen oder die richtige Partnerin bzw. den richtigen Partner schlichtweg nicht (oder noch nicht) gefunden haben, konnte mit den Daten allerdings nicht beantwortet werden.
Meike Dinklage sieht in ihrem Buch nach der Befragung von zwölf kinderlosen Männern weitere Gründe in einer zunehmenden Unsicherheit der Männer: „Weil sie ihr Leben nicht ändern wollen. Weil sie den sozialen Abstieg fürchten. Weil sie ja noch später Väter werden können. Weil ihnen ein positives Familienbild fehlt“ und folgert: „Solange man den Geburtenschwund nicht aus diesem Blickwinkel betrachtet, wird man auch seine Widersprüche nicht auflösen können“ und teilt den Großteil der deutschen Männer in zwei Typen ein: „die Verantwortungsscheuen und die Totalverweigerer“. In der FAZ referiert Sandra Kegel: „Häufiger als diesem Typus des Totalverweigerers begegnete Meike Dinklage jenen ‚Später vielleicht'-Männern, bei denen sich die Kinderlosigkeit einfach eingeschlichen hat. Sie hegen keinen gesteigerten Pessimismus gegen die Welt wie noch in den achtziger Jahren, als man die Umweltverschmutzung zur Begründung gegen Nachwuchs bemühte, oder die Folgen der Globalisierung in den Neunzigern. Diese Männer verschleppen die Vaterschaft, schieben den Gedanken auf, sind sich nicht sicher, ob sie wirklich Nachwuchs wollen.“
Maskulinisten sehen die Ursachen des Zeugungsstreikes in zunehmender Perspektivlosigkeit der Männer, verursacht durch die Degeneration der Ehe von einem geschützten Vertrag zu einer schlichten amtlichen Registrierung einer Lebensgemeinschaft, die sich daraus ergebenden steigenden Scheidungsraten sowie die verhaltensunabhängigen, Väter benachteiligenden Unterhalts- und Umgangsregelungen als Folgeerscheinungen dieser Scheidungen und ein damit verbundenes größeres und unkalkulierbares Risiko, als reiner „Zahlvater“ seelisch und finanziell zu verarmen.